# Białawin
Białawin (dawniej Bieławin) – północna część miasta Chełm, obecnie strefa przemysłowo-składowa obejmująca tereny po wschodniej stronie rzeki Uherki między linią kolejową Warszawa-Dorohusk a Słyszówką (rów świdowicki) na granicy z terenami wsi Srebrzyszcze (Serebryszcze), Koza-Gotówka, Okszów-Kolonia i Okszów w Gminie Chełm. Obszar ten obejmował rolnicze tereny folwarku Okszówek, które przekształcano stopniowo w strefę przemysłowo-składową związaną początkowo z obsługą towarowego ruchu kolejowego po otwarciu Kolei Nadwiślańskiej w 1886, a następnie z lokalizacją w tym obszarze kluczowych dla miasta inwestycji infrastruktury komunalnej, rzemiosła i przemysłu. W latach 1926–39 wybudowano tu miejską oczyszczalnię ścieków w związku z budową dzielnicy Nowe Miasto na terenach byłego folwarku Obłonie, a w 1984 uruchomiono Centralną Ciepłownię Miejskiego Przedsiębiorstwa Energetyki Cieplnej.

## Historia
Słownik geograficzny Królestwa Polskiego wzmiankuje Bieławin (lub Biełowin) jako wieś na mokradłach 2 wiorsty od Chełma, w której stoi baszta zwana "stołpem". Basztę wzniesiono prawdopodobnie ok. XIII w. i może być związana z wczesnośredniowieczną osadą, której ślady odkryto w jej otoczeniu. Według map historycznych z XIX i XX w. nazwą Bieławin określano rejon średniowiecznej baszty i młyna przy dawnej grobli przez Uherkę.

## Położenie
Bieławin graniczy:
- od północy i wschodu: z gminą Chełm
- od południa: z linią kolejową Warszawa Wschodnia Osobowa – Dorohusk
- od zachodu: z rzeką Uherka

## Ulice
Główne ulice Bieławina to:
- ul. Okszowska
- al. Przyjaźni
- ul. Rampa Brzeska
- ul. Wschodnia
- ul. Hutnicza
- ul. Szklana
- ul. Chemiczna
- ul. Towarowa
- ul. Bieławin
- ul. Okszówek